# Thunderstruck
«Thunderstruck» (с англ. — «Ошеломлённый, сраженный ударом молнии») — песня австралийской хард-рок-группы AC/DC. Первый трек альбома The Razor’s Edge, выпущенного в 1990 году. В том же году песня вышла синглом в Германии, Японии и Австралии. Авторами песни являются Ангус Янг и Малькольм Янг. Композиция получила успех среди фанатов группы, и с момента выхода стала регулярно исполняться на концертах, а в 1992 году вошла в концертный альбом AC/DC Live.

## О песне
Согласно одной из версий, песня была написана Ангусом Янгом, когда в самолёт, на борту которого он находился, ударила молния. Другая теория гласит о том, что группа создала песню под впечатлением от увиденного ими танка M1A1 Abrams во время военных учений. Сам же Ангус Янг в комментариях к переизданной в 2003 году версии альбома The Razor’s Edge сказал следующее:

Всё началось с небольшого трюка, который я наигрывал на гитаре. Я показал его Мэлу и он сказал: «О, у меня есть неплохая идея по поводу ритма, который хорошо подойдёт». На этом мы построили песню. Мы возились с ней несколько месяцев, пока всё встало на свои места. В плане лирики, это был тот случай, когда нашлось хорошее название. Мы пришли к теме грома и нам казалось что это хорошо звучит. AC/DC=Мощь. Это основная идея.
Оригинальный текст (англ.)It started off from a little trick I had on guitar. I played it to Mal and he said «Oh, I've got a good rhythm idea that will sit well in the back.» We built the song up from that. We fiddled about with it for a few months before everything fell into place. Lyrically, it was really just a case of finding a good title ... We came up with this thunder thing and it seemed to have a good ring to it. AC/DC=Power. That's the basic idea.
— Ангус Янг, комментарии к альбому The Razor’s Edge, 2003
Видеоклип к песне был снят в Brixton Academy в Лондоне 17 августа 1990 года. Зрителям раздали бесплатные футболки с надписью «AC/DC — I was Thunderstruck» спереди и на спине, и вся присутствующая аудитория носила эти футболки в течение съёмок клипа.
За исключением некоторого нового материала эта песня является одной из двух (наряду с «For Those About to Rock (We Salute You)») выпущенных после альбома Back in Black песен, которые группа до сих пор регулярно исполняет на концертах.

## Кавер-версии
- Группа Hinder записала кавер-версию песни, которая вошла в альбом Take It to the Limit.
- Группа Ministry записала кавер-версию песни, вошедшую в альбом Every Day Is Halloween: The Anthology.
- Дуэт виолончелистов 2Cellos[5].

## Участники записи
- Брайан Джонсон — вокал
- Ангус Янг — соло-гитара
- Малькольм Янг — ритм-гитара, бэк-вокал
- Клифф Уильямс — бас-гитара, бэк-вокал
- Крис Слейд — ударные, перкуссия

## Позиции в чартах
| Год  | Чарт                      | Позиция |
| ---- | ------------------------- | ------- |
| 1990 | U.S. Mainstream Rock      | 5       |
| 1990 | UK Singles Chart          | 13      |
| 1990 | Australian Singles Chart  | 4       |
| 1990 | New Zealand Singles Chart | 3       |
| 1990 | German Singles Chart      | 21      |
| 1990 | Dutch Top 40              | 3       |
| 1990 | Swiss Singles Chart       | 16      |

## Сертификация
| Страна | Продажи   | Статус     |
| ------ | --------- | ---------- |
| США    | 1 000 000 | Платиновый |

## Значение
По результатам опроса читателей издательства TeamRock гитарный рефрен «Thunderstruck» в 2017 году вошёл в число двадцати величайших гитарных риффов всех времён.